# سیارک ۲۰۱۰۹
سیارک ۲۰۱۰۹ (به انگلیسی: 20109 Alicelandis، نامگذاری:1995RJ) بیست هزار و صد و نهمین سیارک کشف شده‌است که در ۱۲ سپتامبر ۱۹۹۵ کشف شد.